# 蝉谷めぐ実
蝉谷 めぐ実 (せみたに めぐみ、1992年 - ) は、日本の小説家。大阪府生まれ。

## 略歴
早稲田大学文学部演劇映像コース専攻卒業、卒論テーマは文化文政時代の歌舞伎。広告代理店勤務を経て、早稲田大学で大学職員をしながら執筆活動をしている。
2020年3月、蝉谷魚ト（せみたに・とと）名義で投稿した『化け者心中』で第11回小説野性時代新人賞を受賞し作家デビュー。デビューに際し、現在の筆名に改めた。

## 受賞・候補歴
2020年
「化け者心中」で第11回小説野性時代新人賞受賞。
2021年
『化け者心中』で第10回日本歴史時代作家協会賞（新人賞）受賞、第11回本屋が選ぶ時代小説大賞候補、第27回中山義秀文学賞受賞。
2022年
『おんなの女房』で第10回野村胡堂文学賞受賞、第13回山田風太郎賞候補。
2023年
『おんなの女房』で第44回吉川英治文学新人賞受賞。
2024年
『万両役者の扇』で第15回山田風太郎賞受賞。
咲くやこの花賞（文芸その他部門）受賞。

## 作品リスト

### 単行本

#### 『化け物』シリーズ
- 『化け者心中』（KADOKAWA、2020年10月 / 角川文庫、2023年8月） ISBN 978-4041099858
- 『化け者手本』（KADOKAWA、2023年7月） ISBN 978-4041136362

#### その他
- 『おんなの女房』（KADOKAWA、2022年1月 / 角川文庫、2025年1月） ISBN 978-4041157589
- 『万両役者の扇』（新潮社、2024年5月） ISBN 978-4103556510

### アンソロジー収録
- 「役者女房の紅」 - 『時代小説ザ・ベスト 2022』（日本文藝家協会編、集英社文庫、2022年6月）
  - 初出:『小説新潮』2021年6月号（新潮社）
- 「耳穴の虫」 - 『妖異幻怪 陰陽師・安倍晴明トリビュート』（夢枕獏ほか、文春文庫、2023年3月）
  - 『オール讀物』2022年8月号（文藝春秋）
- 「凡凡衣裳」 - 『時代小説ザ・ベスト 2023』（日本文藝家協会編、集英社文庫、2023年7月）
  - 初出:『小説新潮』2022年7月号（新潮社）
- 「飯の種」 - 『超短編！ 大どんでん返し Special』（小学館文庫編集部編、小学館文庫、2023年12月）
  - 初出:『STORY BOX』2022年10月号（小学館）
- 「肉当て京伝」 - 『歴屍物語集成 畏怖』（天野純希ほか、中央公論新社、2024年4月）
- 「うわなり合戦」 - 『時代小説アンソロジー てさばき』（梶よう子ほか、徳間文庫、2024年10月）
- 「溶姫の赤門」 - 『あえのがたり』（加藤シゲアキほか、講談社、2025年1月）

### 雑誌掲載作品
小説
- 「獄卒譚々」 - 『オール讀物』2023年8月号（文藝春秋）
- 「地獄遅れ 獄卒譚々」 - 『オール讀物』2024年1月号（文藝春秋）
- 「すずめ一席、風落とし」 - 『なごみ』2024年6月号（淡交社）から連載
- 「見えるか、保己一」 - 『小説 野性時代』特別編集 2024年冬号（KADOKAWA、2024年11月）から連載
- 「朝霧のチョイ」 - 『GOAT』第1号（小学館、2024年11月）
- 「梅若丸よ、」 - 『小説トリッパー』2024年冬季号（朝日新聞出版）
- 「餅屋の言うこと」 - 『紙魚の手帖』vol.22（東京創元社、2025年4月）

エッセイ
- 「一期一衣」 - 『小説すばる』2020年12月号（集英社）
- 「漫才と女形」 - 『小説トリッパー』2021年春季号（朝日新聞出版）
- 「ひみつのおやつ ポテトチップス」 - 『紙魚の手帖』vol.03（東京創元社、2022年2月）
- 「〆切めし」 - 『小説現代』2022年9月号（講談社）

## 出演

### 舞台
- なにげに文士劇2024 旗揚げ公演『放課後』（2024年11月16日、サンケイホールブリーゼ） - 宮坂恵美 役[13]